# خاصة اختلاف المركز
في الميكانيكا السماوية، خَاصَّةُ اختلاف المركز (بالإنجليزية: Eccentric anomaly)‏ هي الخاصة الفعلية للكوكب في المدار الإهليلجي. وهي المعلمة الزاوية التي تحدد موقع الجرم الذي يتحرك على طول مدار كبلر الإهليلجي. وهي إحدى المعلمات الزاوية الثلاثة ("الخواص") والتي تحدد الموقع على طول المدار، والعنصران الآخران هما الخاصة الحقيقية والخاصة المتوسطة.

## التمثيل البياني
تعطي قيمة القطع الناقص في المعادلة:
{\displaystyle {\frac {x^{2}}{a^{2}}}+{\frac {y^{2}}{b^{2}}}=1,}

خاصة اختلاف المركز للنقطة P هى الزاوية E. ومركز القطع الناقص هو النقطة C, و البؤرة هى النقطة F.

حيث a المحور شبه الرئيسي الكبير وb هو المحور شبه الصغير.
لنقطة على القطع الناقص، P = P(x, y), تمثل موقع جرم يدور في مدار بيضاوي الشكل، وخاصة اختلاف المركز هي الزاوية  E  في الشكل إلى اليسار. ترصد خاصة اختلاف المركز،  E ، عن طريق رسم مثلث قائم ذي رأس في مركز القطع الناقص، وبعد الوتر a (ما يعادل نصف المحور الرئيسي للقطع الناقص) والضلع المقابل (متعامد على نصف المحور الرئيسي الكبير ويماس النقطة  P  'على نصف القطر ' 'a' ') الذي يمر خلال النقطة P. تُقاس خاصة اختلاف المركز في نفس اتجاه الخاصة الحقيقية، كما هي موضحة في الشكل الذي يمثل الحرف (f) خاصة اختلاف المركز في هذا النسق E يعطى بـ
{\displaystyle \cos E={\frac {x}{a}},}
و
{\displaystyle \sin E={\frac {y}{b}}}
صيغت المعادلة الثانية باستخدام العلاقة
{\displaystyle {\left({\frac {y}{b}}\right)}^{2}=1-{\cos }^{2}E={\sin }^{2}E},
مما يدل على أن sin E = ±yb. المعادلة sin E = −yb يمكن استبعادها على الفور لأنها تعبر القطع الناقص في الاتجاه الخاطئ.

## الصيغ

### خاصة اختلاف المركز ونصف القطر
يُعرف اختلاف المركز على النحو التالي:
{\displaystyle e={\sqrt {1-\left({\frac {b}{a}}\right)^{2}}}\ .}
من مبرهنة فيثاغورس ينطبق على المثلث مع r (مسافة FP) والوتر:
{\displaystyle {\begin{aligned}r^{2}&=b^{2}\sin ^{2}E+(ae-a\cos E)^{2}\\&=a^{2}(1-e^{2})(1-\cos ^{2}E)+a^{2}(e^{2}-2e\cos E+\cos ^{2}E)\\&=a^{2}-2a^{2}e\cos E+a^{2}e^{2}\cos ^{2}E\\&=a^{2}(1-e\cos E)^{2}\\\end{aligned}}}
وبالتالي نصف القطر (المسافة من البؤرة إلى نقطة 'P' ') يرتبط بخاصة اختلاف المركز بواسطة الصيغة
{\displaystyle r=a\left(1-e\cos {E}\right)\ .}

### من الخاصة الحقيقية
وبهذه النتيجة يمكن تحديد خاصة اختلاف المركز من الخاصة الحقيقية.
{\displaystyle {\begin{aligned}\cos E&={\frac {x}{a}}={\frac {ae+r\cos \theta }{a}}=e+(1-e\cos E)\cos \theta \ \to \ \cos E={\frac {e+\cos \theta }{1+e\cos \theta }}\\\sin E&={\sqrt {1-\cos ^{2}E}}={\frac {{\sqrt {1-e^{2}}}\,\sin \theta }{1+e\cos \theta }}\ .\end{aligned}}}
بالتالي:
{\displaystyle \tan E={\frac {\sin E}{\cos E}}={\frac {{\sqrt {1-e^{2}}}\sin \theta }{e+\cos \theta }}\ .}
لذا زاوية  E هي الزاوية المتاخمة للمثلث قائم الزاوية مع الوتر 1 + e  جتا θ والجانب الآخر e + جتا θ, والجانب المعاكس √1 − e2 sin θ.

### من الخاصة المتوسطة
ترتبط خاصة اختلاف المركز E بالخاصة  M بواسطة معادلة كبلر [الإنجليزية]:
{\displaystyle M=E-e\sin E}